# Chloe McCarron
Chloe McCarron (22 dicembre 1997) è una calciatrice nordirlandese, centrocampista del Glentoran e della nazionale nordirlandese.

## Carriera

### Club
Dopo aver giocato nel campionato nordirlandese, indossando la maglia del Mid-Ulster e poi, dal 2017 al 2020 quella del Linfield Ladies, nell'agosto 2020 McCarron sottoscrive un contratto biennale con il Birmingham City per giocare in FA WSL, massimo livello del campionato inglese femminile di calcio. Dopo aver marcato, tra campionato e Coppa, complessivamente 12 presenze, nell'aprile 2021 decide assieme alla società di rescindere consensualmente il contratto, adducendo ragioni personale che la costringevano a fare ritorno in Irlanda del Nord.

## Palmarès

### Club
- Campionato nordirlandese: 4

Linfield Ladies: 2017, 2018, 2019
Glentoran: 2021